# الكالوراد
الكالوراد (بالإنجليزية: Calorad)‏ هو (مكمل)  بروتين سائل لفقدان الوزن الذي قدم لأول مرة إلى السوق الأمريكية والكندية في عام 1984. وقد تم الإعلان عنه على كل من التلفزيون والإذاعة. ويتم تصنيعه من قبل NutriDiem ويتم تسويقه من قبل العديد من الشركات بما في ذلك أساساصناعات ك وNysante، وكلها مقرها في كندا.

## تكوينه
هو مكمل غذائي سائل يتكون في المقام الأول من 3000 ملغ (3 غرامات) من النوع الثاني من الكولاجين المائي (التحلل المائي) من مصادر لحم البقر (البقري) أو التونة (البحرية) و 8 ملغ من الصبار، وكلاهما مدرج كمكونات نشطة. تنص علامة الملحق على أن كالورات خالية من الدهون وخالية من الكربوهيدرات وأن حصة واحدة (1/2 أونصة) توفر 3 غرامات من البروتين و 10 سعرات حرارية. كالورداد كلاسيك يأتي أيضا فيصياغة كوشير (البحرية). المطالبة الأساسية للمنتج هو أن الاستخدام المنتظم يسبب فقدان الوزن دون فقدان كتلة العضلات الهزيل. في حين يمكنتحقيق فقدان الوزن والحد من الدهون في الجسم ببساطة عن طريق اتباع تعليمات المسمى لتجنب تناول الطعام في غضون ثلاث ساعات قبل النوم لأن ذلك يمكن أن يؤدي إلى تناول سعرات حرارية أقل في اليوم الواحد، فإن معظم الأفراد الصيام لمدة 3 ساعات قبل وقت النوم وحده لا ينجحون فيتحقيق فقدان الوزن على المدى الطويل.
وذكر الصياغة ميشيل غريس أن النسخة الأصلية لما أصبح يعرف فيما بعد باسم كالوورد تم تطويرها لعلاج الدجاج بمتلازمة الكبد الدهني. الدجاج وكانت تطور الكثير من الدهون في الجسم لدرجة أنها توقفت عن وضع البيض. نجحت التركيبة في مساعدة المزارعين على تقليل دهون الجسم من الدجاج لحملهم على وضع البيض مرة أخرى. وأدى ذلك إلى التساؤل عما إذا كان مثل هذا المنتج سيعمل لصالح البشر.

## الدراسات العلمية
على الرغم من أن الشركة المصنعة لا تقدم مطالبات لكالورداد كلاسيك في علاج أو علاج المرض، فإن الشركة المصنعة لا يستشهد التجارب السريرية المنشورة في هشاشة العظام وهشاشة العظام، التهاب المفاصل الروماتويدي، وفيبروميالغيا أجريت جميع مع الكولاجين الليعليات من النوع الثاني (الكولاجين التحلل المائي)، العنصر الأساسي في كالورادا.
الشركة المصنعة تدعي أن 40٪ من الموضوعات سوف تفقد الوزن في غضون شهر واحد، 75٪ بعد 2 أشهر و 87٪ بعد 3 أشهر. يقدم موزعو المنتج ضمان رضا لمدة 30 يومًا. ودعماً لهذه المطالبات، تستشهد شركات التوزيع بدراسة سريرية لـ Calorad (وهي أيضاً غير منشورة وغير خاضعة لاستعراض النظراء) أجراها جويل ب. لاو. لاو هو طبيب في الطب الباطني، ومستشار طبي في الفلبين درس آثار كالورداد وتأثيره على الأفراد الذينيعانون من زيادة الوزن و / أو السمنة. وشملت المواضيع 50 من الأفراد الذين يعانون من زيادة الوزن أو السمنة الذين لوحظوا على مدى فترة 90 يوما. وتم توفير زجاجة من الكافورات لكل موضوع من المواضيع كل شهر لمدة 3 أشهر. في الشهر الأول، كان متوسط فقدان الوزن 5.7 جنيه. بحلولالشهر 3، وكان المواضيع انخفاض متوسط 10 جنيه، ومتوسط خسارة بوصة في الخصر من 3 بوصات.
ويستند الادعاء بأن كالورد كلاسيك يسهل فقدان الوزن في حين بناء أو الحفاظ على كتلة العضلات الهزيل على دراسة غير منشورة وغير الأقراناستعراضها من قبل ديفيس وآخرين التي 300 المواضيع الذين تتراوح أعمارهم بين 17-77 سنة، اتبعت لمدة 1 سنة، ومعظمهم فقدوا الوزن (متوسط3.75 جنيه شهريا) ولكن الحفاظ على كتلة العضلات الهزيل. [الاستشهاد مطلوب] يقول ديفيس: "وجدنا أيضًا أنه في المجموعة بأكملها، كان أقل من0.6، أو أقل من 1 في المائة، لديه أي خسارة في كتلة العضلات الهزيلة. و36 في المائة من المجموعة اكتسبت في الواقع كتلة العضلات الهزيل خلال ذلك الوقت.

## المطالبات التسويقية
واحدة من شركات التسويق، أساسا لك، الدول أن معظم المواضيع على نظام فقدان الوزن تفقد كتلة العضلات الهزيل جنبا إلى جنب مع وزن الدهون والماء، بحيث الحفاظ على كتلة العضلات الهزيل هو فائدة ينظر مع المستخدمين كلاسيك كالوراد.
عندما قدم لأول مرة، ادعى الصانع أن كالوراد كلاسيك يمكن أن يسبب المستخدم إلى «فقدان الوزن أثناء النوم»، وإصلاح المفاصل، ومنع أو تقليل أعراض التهاب المفاصل. ومنذ ذلك الحين، أسقطت الشركة المصنعة هذه المطالبات لأنها «مطالبات بالعلاج الطبي» وتتطلب تصنيفا للعلاج منالمخدرات توافق عليه إدارة الأغذية والعقاقير في الولايات المتحدة، وعادة ما لا تُمنح إلا بعد تقديم تجارب سريرية كبيرة مماثلة لتلك التي أجرتهاشركات الأدوية في دعم لهذه الادعاءات. ولم تجر الشركة المصنعة (Nutridiem) أو شركات التوزيع (Nysante أو EYI) هذا النوع من المحاكماتالصارمة على كالورداد دعماً لهذه المطالبات. وقد استبدلت الشركة المصنعة وشركات التوزيع هذه المطالبات بالادعاء الحالي بأن كالوراس «تشجع النوم وتحسن صحة ومظهر الشعر والأظافر والجلد» (وكلها ليست مطالبات العلاج الطبي).
كالوراد كلاسيك، مثل جميع المكملات الغذائية، لم يتم تقييمها من قبل إدارة الغذاء والدواء الأمريكية، وجميع المواد التسويقية المتعلقة بالمنتج تحمل إخلاء مسؤولية مفادها أنه «مكمل غذائي وليس المقصود منه تشخيص أو علاج أو علاج أو منع أي مرض».

## روابط خارجية
- A critical assessment of Calorad
- PhenQ reviews